# Гринвичский парк

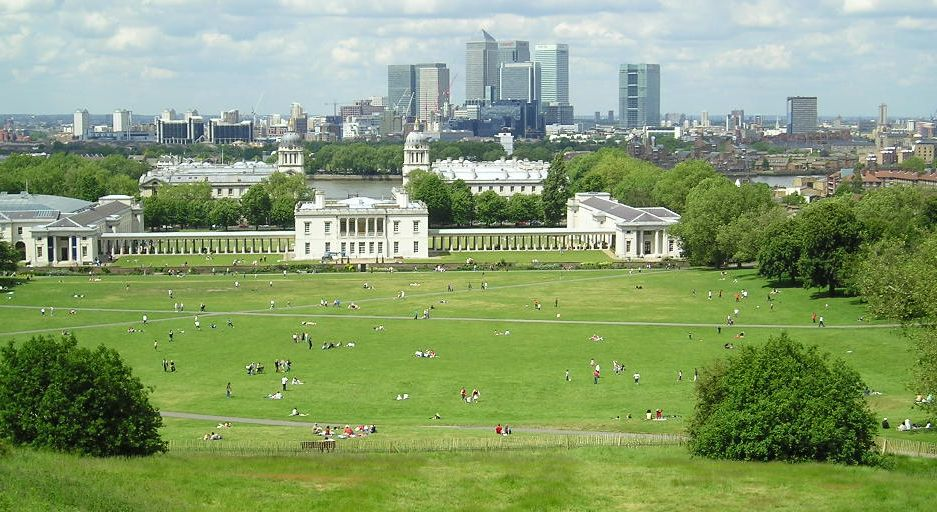
Вид на дворец Куинс-хаус (на переднем плане) и Гринвичский госпиталь (на заднем плане) со стороны обсерватории.

Гринвичский парк (англ. Greenwich Park) — бывший охотничий парк в Гринвиче и одна из самых больших зелёных зон на юго-востоке Лондона. Вход — через ворота с двумя колоннами, украшенными золочеными шарами, изображающими Земной шар.
Парк является владением короны, во времена правления Якова I он был обнесен стеной и долгое время оставался недоступным для рядовых посетителей. Свой проект устройства парка в 1662 году предлагал великий ландшафтный архитектор Андре Ленотр, автор садово-паркового комплекса в Версале, однако были ли они воплощены в жизнь — остаётся неизвестным.
На Гринвичском холме стоит Королевская обсерватория. Знаменитый Гринвичский меридиан, который делит Землю на западное и восточное полушарие, проходит здесь прямо по двору и отмечен блестящей полосой.
В 2012 году в Гринвичском парке проходили соревнования по конному спорту и современному пятиборью в рамках летних Олимпийских игр и по конному спорту в рамках Паралимпийских игр в Лондоне.